# Abadón

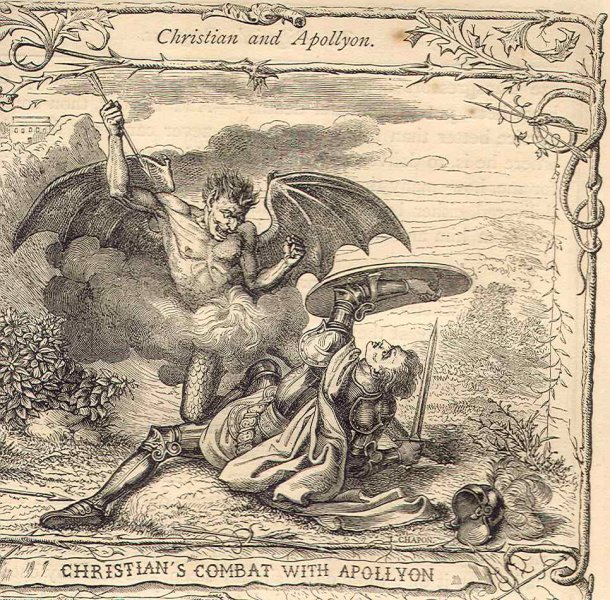
Apolión (arriba) pelea con el cristiano en El progreso del peregrino de John Bunyan.

Abadón o Abaddón (en hebreo: אֲבַדּוֹן, 'Ǎḇaddōn), así como Apolión (en griego: Ἀπολλύων, Apollyon), son el nombre en hebreo y en griego de un ángel mencionado en la Biblia. También se utiliza para designar un lugar.
Por un lado, en el Antiguo Testamento o Torá, abadón se refiere a un abismo insondable, generalmente vinculado al mundo de los muertos, el Sheol (שאול = sheol). En el Libro de Job, aparece como la muerte personificada.
Por otro lado, en el libro del Apocalipsis, del Nuevo Testamento, Abadón es el nombre de un ángel, descrito como el rey de un ejército de langostas. En el texto (Apocalipsis 9; 11), su nombre se transcribe directamente del hebreo en caracteres griegos, «... cuyo nombre en hebreo es Abadón» (Ἀβαδδὼν), y se traduce luego: «el cual en griego se interpreta Apolión» (Ἀπολλύων). La Vulgata agrega al texto el comentario (innecesario, en griego): «... en latín; Destructor» (Exterminans).
Según algunos autores, Abadón sería uno de los más importantes generales del Infierno. O, por el contrario, un representante de Dios, que ejecuta su obra de destrucción según ordena Dios y lidera la plaga de langostas que se lanzará sobre los enemigos de Dios, al Final de los Tiempos:

El aspecto de las langostas era semejante a caballos preparados para la guerra; en las cabezas tenían como coronas de oro, sus caras eran como caras humanas, tenían cabello como cabello de mujer y sus dientes eran como de leones; tenían corazas como corazas de hierro y el ruido de sus alas era como el estruendo de muchos carros de caballos corriendo a la batalla; tenían colas como de escorpiones, y también aguijones, y en sus colas tenían poder para dañar a los hombres durante cinco meses. Y tienen por rey sobre ellos al ángel del abismo, cuyo nombre en hebreo es Abadón, y en griego, Apolión.
Apocalipsis 9:7-11

## Simbolismo moderno
En la Inglaterra del siglo XIX hubo fuerte identificación de Apolión con Satanás, y por extensión, con las fuerzas materiales del mundo  en oposición a la vida espiritual cristiana, a partir de la obra de John Bunyan, El progreso del peregrino, donde este personaje aparece como un obstáculo en el camino del protagonista. Esta identificación tendría enorme relevancia en el desarrollo ideológico de las primeros movimientos sindicales ingleses durante la Revolución Industrial.

## Cultura popular
Abadón "El Saqueador" es el hijo genético del Señor de la Guerra Horus Lupercal en el universo de ciencia ficción y fantasía oscura o grimdark  Warhammer 40,000 y actual líder de la Legión Negra, legión compuesta por astartes (marines espaciales) traidores que buscan la destrucción del Imperio del Hombre, para dar muerte al Dios emperador cadaver.
Abaddón el exterminador, es la tercera y última novela del escritor argentino Ernesto Sábato, publicada en 1974.